# 反猶太主義的三D

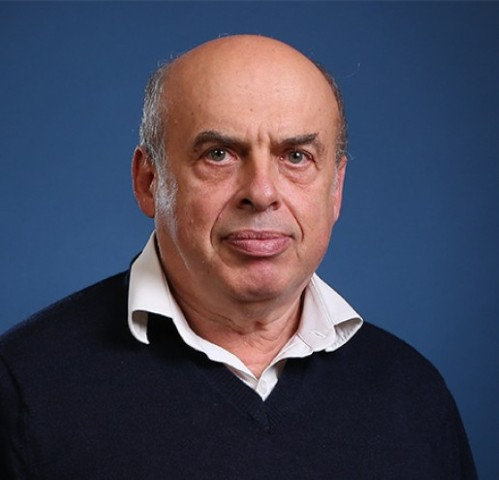
發表三D基準的納坦·夏蘭斯基

反猶太主義的三D（英語：three Ds）或三D測試（3D test）是一組由以色列政治家納坦·夏蘭斯基提出的準則。「三D」是指三個英文單詞的開頭字母：
- Delegitimization：否定以色列的合法政權
- Demonization：妖魔化以色列
- Double standards：對以色列以雙重標準進行批判

只要符合以上任何一條準則都能被判斷為反猶太主義，它們用以區別對以色列的理性批評和反猶太主義。三D準則是為了用來反駁「任何批評以色列的聲音都會被理解為反猶太主義，籍此來忽視或抵消所有對以色列的理性批評」。美國國務院在2010年曾採用了三D準則，直至2017年以國際猶太大屠殺紀念聯盟制定的《反猶太主義的現行定義》取代。

## 作者和歷史
三D準則由以色列政治家納坦·夏蘭斯基於2003年起構思，當時他的職務是以色列政府中的不管部長，準則最初於2004年刊登在由耶路撒冷公共事務中心發行的期刊《猶太政治研究評論》上。

## 定義
夏蘭斯基認為三D基準能幫助揭露借批評以色列之名而進行的反猶太主義。

### 否定以色列的合法政權
夏蘭斯基指「否定以色列的合法政權」是否定了猶太人的民族自決權，例如聲稱「以色列政權的存在是通過種族主義的努力而獲得」，這言論否定了國際法賦予猶太人實踐民族自決的基本權利。由於任何針對特定民族、信仰、種族或國家的歧視都能被定義為種族主義，因此否定猶太人行使民族自決權而建立的政權也就符合反猶太主義。
聲援猶太人的前瑞典副首相珀而·阿瑪克於2011年曾寫道：「相比起大部分其他早期的反猶太主義言論，否定以色列政權的言論雖然表面上不是針對猶太人個體，而轉為攻擊猶太集體至以色列政權，但其攻擊目標往往很快就會落到猶太人個人身上及其社群。（中略）過去最危險的反猶太主義是希望『將猶太人從這個世界清洗乾淨』；當今最危險的反猶太主義是希望『將猶太人的國家從這個世界清洗乾淨』。」加拿大國會議員歐文·科特勒將否定以色列政權形容為「新反猶太主義」和「政治上反猶太主義」。

### 妖魔化以色列
將以色列描述成壞蛋、惡魔或撒旦是第二個反猶太主義的基準。根據《反猶太主義的現行定義》，反猶太主義「經常指控猶太人策劃威脅全人類的陰謀，並經常將『不好的事情』都怪罪於猶太人。發洩的媒介可以是言語、寫作、視覺媒體或行為表演，並對猶太人套用上負面的刻板印象 。」如果評論以比喻、圖像或修辭來描述以色列人和猶太人是惡魔，那麼這無異於映射反猶太主義的血祭誹謗。

### 雙重標準
如果一個人在批評以色列時只將該標準套用在以色列上，而非其他理應受到同樣批評的國家，那麼他就是運用雙重標準實踐反猶太主義。猶太裔美國記者湯馬斯·佛里曼發表了類似觀點，並批評參與抵制以色列運動的人故意忽視敘利亞、沙地阿拉伯和伊朗的暴行都是反猶太主義和偽善的。

## 評價
猶太歷史學者喬納森·朱達肯認為三D基準能在評論剛開始步入恐猶太時發揮劃界的作用，但整體而言還是頗為空洞的基準。
曾出任美國民權辦公室助理秘書的肯尼斯·L·馬庫斯認為三D基準便於大眾記憶，但在學術與政府應用上則有欠嚴謹，除非是經過修改。

## 伸延閱讀
- 夏蘭斯基, 納坦, , 前進（英语：The Forward）, 2005-01-21  [2021-06-04], （原始内容存档于2015-03-26）